# Valdebótoa
Valdebótoa é uma aldeia e pedanía (entidade local menor) do município de Badajoz, Espanha, na comunidade autónoma da Estremadura. Em 2013 tinha 1 308 habitantes.
Situa-se 12 km a nordeste do centro de Badajoz e 5 km a norte de Gévora, junto à margem esquerda (oriental) do rio Xévora, um afluente da margem direita do Guadiana, numa zona de montado onde predominam as azinheiras. Foi fundada em 1958, no âmbito do plano de colonização e desenvolvimento agrícola promovido durante a ditadura franquista, que envolveu a distribuição de terras a colonos depois de frequentarem um curso de agricultura de três meses.[carece de fontes?]
A Base Militar General Menacho, do Regimiento de Infantaria Castilla n.º 16, situa-se menos de 8 km a norte de Valdebótoa.

## Ermida e romaria de Bótoa
A aldeia deve o seu nome ao lugar de Bótoa,[carece de fontes?] onde se encontra a Ermida de Nossa Senhora de Bótoa, 4 km a norte de Valdebótoa e onde se realiza uma romaria muito popular na região, inclusivamente no lado português da fronteira, que está classificada como "Interesse Turístico Nacional" desde 1965. No local terá existido um assentamento romano chamado Budua. Antes de se chamar Bótoa era conhecido como Votova.
A devoção da Virgem de Bótoa remonta ao século XIV ou XVI, já que a confraria local terá sido fundada em 1344 ou 1578, por influência dos franciscanos da província de São Miguel. Segundo a tradição, A Virgem terá aparecido a uns jovens pastores em cima de uma azinheira. Uma das várias lendas do folclore estremenho associado a Bótoa diz que essa azinheira dava bolotas com a imagem da Virgem. A data da romaria em honra da Virgem foi fixada em 1751 no domingo a seguir à Páscoa. A partir de 1958, passou a realizar-se no primeiro domingo de maio para evitar o tempo chuvoso de abril.
Nossa Senhora de Bótoa sempre esteve ligada a aspetos e calamidades relacionados com as atividade agrícolas e pecuárias, como a falta ou excesso de chuva, o que está na origem de ser apelidada "Rainha dos Campos de Badajoz". É considerada co-padroeira de Badajoz, juntamente com Nossa Senhora da Soledade, pois recorria-se a ela quando aconteciam calamidades na cidade em Badajoz, como desastres naturais e epidemias. Nessas ocasiões era levada para a cidade, sendo recebida pelo bispo e pelo povo na Porta de Palmas. Dali era transportada para a catedral, onde era objeto de múltiplas celebrações religiosas.
No sábado anterior é feita a receção dos peregrinos que chegam a pé e que acampam no local. À noite há um rosário com archotes. No domingo o ponto alto é uma missa, a que se segue uma procissão pelo campo, que termina com o leilão do molho de espigas e papoilas levado pela imagem da Virgem na procissão. A imagem fica disponível para beija-mãos até ao fim da tarde. Durante a festa podem ver-se muita gente com trajes típicos, por vezes em carroças engaladas, e ouvir cantos populares em honar da "rainha dos campos", os quais constituem uma parte importante do folclore estremenho.
A imagem atual da Virgem de Bótoa data de 1713, tem 1,5 metro de altura e apresenta algumas caraterísticas das virgens sevilhanas. Tem um chapéu de abas de palha com papoilas e margaridas e segura nas mãos um rosário e um molho de espigas e papoilas. Tem um vestido bordado a outro e três mantos: um vermelho, outro azul e outro branco, sendo este último o que é mais frequentemente usado na romaria.
Há registo da existência de uma ermida em 1639, mas o edifício atual da ermida foi construído no primeiro terço do século XIX. É de planta retangular, com abóbada de berço com quatro tramos, com uma janela em cada um deles. A cúpula do presbitério assenta em pendículos pintados em tons azul claro, bege e castanho, que vão diminuindo até chegar à cúspide, que é emoldurada por uma faixa circular bege e castanho com pinturas de cabeças de pequenos anjos e ao centro está representado o Espírito Santo em forma de pomba, da qual partem vários raios. O retábulo, de mármore de Borba, é de estilo rococó português. O tramo da ermida sobre a entrada é ocupado pelo coro, construído em 1866. No frontão há um olho de boi ou rosácea com vidraça amarela decorada com uma rosa dos ventos, com o centro verde, quatro pontas vermelhas e outras quatro pontas cor de rosa.